# Guillaume d'Estouteville
Guillaume d'Estouteville   (Normandia, 1403 - Roma, 22 de gener de 1483) fou un cardenal d'origen francès. Va néixer a Estouteville-Écalles o, segons altres fonts, a Valmont, entre 1403 i 1412 en una de les famílies més terratinents de la Normandia. Estava emparentat amb Guillaume d'Estouteville I, bisbe d'Évreux, després d'Auxerre i finalment de Lisieux, amb qui no s'ha de confondre.
És el progenitor de la línia episcopal més antiga coneguda de l'Església Catòlica.

## Biografia
Era fill de Jean d'Estouteville, senyor d'Estouteville i Valmont, camarlenc del duc d'Orleans i Gran Bouteiller de França, i de Marguerite d'Harcourt.
Va entrar molt jove a l'orde de la Congregació Cluniacenca. Va obtenir el seu doctorat en dret canònic per la Universitat de París. El 1432 va ser nomenat canonge del capítol de la catedral de Lió i l'any següent ardiaca de la catedral d'Angers.
Guillaume d'Estouteville va acumular un gran nombre de càrrecs al llarg de la seva carrera eclesiàstica.
Va ser elegit pel bisbe capitular d'Angers el 27 de febrer de 1439, però, malgrat la confirmació pontifícia del mes següent, mai va prendre possessió per l'oposició del rei Carles VII de França, que va impugnar el nomenament en base a la pragmàtica. sanció. Després esdevingué, el 1439, bisbe in commendam de Digne i el mateix any fou nomenat administrador apostòlic de la seu episcopal de Couserans i Mirepoix. El 1444 esdevingué abat de Mont-Saint-Michel, el 1450 fou nomenat administrador apostòlic de Lodeva i el 1453 esdevingué bisbe de Sant Joan de Mauriena. L'abril del mateix any fou proclamat arquebisbe de Roan, el 1456 fou nomenat abat comendatari de Saint-Gildas-des-Bois, el 1462 abat de Saint Ouen i el 1466 abat de l'abadia de Montebourg. El 1441 va ser nomenat administrador apostòlic de la diòcesi de Nimes, càrrec que va ocupar fins al 1450. Altres càrrecs li van ser assignats durant el període del cardenalat.
Va ser creat cardenal durant el consistori del 18 de desembre de 1439 pel papa Eugeni IV amb el títol de cardenal prevere del Santi Silvestro e Martino ai Monti i posteriorment va ser nomenat cardenal bisbe de Porto-Santa Rufina, mantenint, però, també el títol de la Santi Silvestro e Martino ai Monti, que el 1459 va canviar per la de Santa Pudenziana. El 1440 va ser camarlenc del Col·legi Cardenalici (càrrec que va ocupar per segona vegada el 1465 i una tercera vegada el 1472).
Va ser enviat a França com a llegat papal pel papa Nicolau V per intentar resoldre els conflictes entre Carles VII i Anglaterra el 1451. Va tenir l'oportunitat de revisar les hipòtesis acusatòries de l'inquisidor general Jean Brehal, una revisió ex officio del famós cas de Joana d'Arc. Posteriorment va reformar l'estatut de la Universitat de París. Va mediar amb èxit en els contrastos entre el regne de França i el ducat de Savoia, mediació que va portar a la conclusió del Tractat de Cleppié el 27 d'octubre de 1452.
El 1453 va ser nomenat arxipreste de la Basílica de Santa Maria Major a Roma. El 1462 esdevingué degà del Sagrat Col·legi i cardenal bisbe d'Ostia-Velletri. El 1453 va ser enviat a la cort francesa com a llegat papal per persuadir el rei Carles VII de participar en la croada convocada pel papa Nicolau V, però no va tenir èxit. A Bourges va presidir una assemblea del clergat sobre el paper de la pragmàtica sanció i finalment va tornar a Roma, on va passar la resta de la seva vida. Va ser Camarlenc de l'Església Romana des de 1477 fins a la seva mort.
Gran mecenes, va ser el responsable de la construcció dels edificis religiosos de Rouen, Mont Saint-Michel, Pontoise i Gaillon, promovent nombroses construccions per iniciativa pròpia. Un exemple és la Basílica de Sant'Agostino de Roma, totalment reconstruïda gràcies a la seva munificència.